# 이엘
이엘(본명: 김지현, 1982년 8월 26일 ~ )은 대한민국의 배우이다.

## 배우 활동
2009년 드라마 《잘했군 잘했어》로 데뷔후 같은해에 영화 《시크릿》으로 충무로에 입성하며 본격적인 연기활동을 시작했다. 작품 활동과 더불어 장진 감독의 《리턴 투 햄릿》 연극 활동으로 배우의 기량을 쌓아왔고 이후로 《7급 공무원》(2013), 《라이어 게임》(2014), 《하녀들》(2015), 《이혼변호사는 연애중》(2015), 《몬스터》(2016) 등 다수의 드라마와 《황해》(2010), 《광해, 왕이 된 남자》(2012), 《하이힐》(2014) 등의 영화를 통해 인상깊은 연기력을 선보이며 독보적인 존재감을 발산했다. 2015년 영화 ‘내부자들’에서 카리스마와 강렬한 인상으로 관객들의 시선을 사로잡으며 충무로 기대주로 단숨에서는 떠올랐다. 더불어 2017년 대한민국을 떠들썩하게 만들었던 최고의 드라마 《도깨비》 (2017)에서 주위를 압도하는 아우라로 시청자를 매혹시키며 스크린과 브라운관을 오가는 ‘대체불가 신스틸러’로 자리매김 했다.

## 작품 활동

### 영화
| 연도 | 작품               | 역할        | 비고     |
| ---- | ------------------ | ----------- | -------- |
| 2009 | 시크릿             | 영숙        |          |
| 2010 | 황해               | 주영        |          |
| 2012 | 페이스 메이커      | 최민경      |          |
| 2012 | 광해, 왕이 된 남자 | 안개시      |          |
| 2014 | 여배우는 너무해    | 사라        |          |
| 2014 | 하이힐             | 도도        |          |
| 2015 | 내부자들           | 주은혜      |          |
| 2018 | 바람 바람 바람     | 제니        |          |
| 2018 | 마약왕             | 젋은 동업자 | 특별출연 |
| 2019 | 귀신의 향기        | 지연        |          |
| 2020 | 콜                 | 신엄마      |          |
| 2021 | 행복의 나라로      |             |          |
| 2022 | 모럴센스           | 혜미        |          |
| 2022 | 야차               | 희원        |          |
| 2024 | 그녀가 죽었다      | 오영주      |          |

### 드라마
- 2009년 MBC 주말 연속극 《잘했군 잘했어》 ... 민주 역
- 2011년 KBS 드라마스페셜 연작시리즈 《화이트 크리스마스》 ... 오정혜 역
- 2011년 KBS2 월화드라마 《강력반》 ... 유혜미 역
- 2011년 KBS2 수목드라마 《공주의 남자》 ... 매향 역
- 2012년 KBS2 수목드라마 《난폭한 로맨스》 ... 미진 역
- 2013년 MBC 수목드라마 《7급 공무원》 ... 박수영 역
- 2013년 MBC 드라마 페스티벌 《상놈 탈출기》 ... 월향 역
- 2014년 MBC 일일연속극 《엄마의 정원》[1] ... 김자경 역
- 2014년 SBS 드라마 스페셜 《괜찮아, 사랑이야》 ... 세라 역
- 2014년 tvN 월화드라마 《라이어 게임》 ... 오정아 / 제이미 역
- 2014년 JTBC 금토드라마 《하녀들》 ... 며느리 강씨부인 역
- 2015년 SBS 주말 특별기획 《이혼변호사는 연애중》 ... 한미리 역
- 2015년 OCN 주말드라마 《아름다운 나의 신부》 ... 손혜정 역
- 2015년 KBS2 월화드라마 《너를 기억해》 ... 강성은 역
- 2015년 MBC every1 8부작 화요 드라마 《상상고양이》 ... 독고순 역
- 2016년 MBC 월화 특별기획 드라마 《몬스터》 ... 옥채령 역
- 2016년 tvN 금토드라마 《쓸쓸하고 찬란하神 - 도깨비》 ... 삼신할매 역
- 2017년 OCN 주말드라마 《블랙》 ... 윤수완 역
- 2018년 tvN 주말드라마 《화유기》 ... 마 비서 역
- 2018년 KBS2 월화드라마 《최고의 이혼》 ... 진유영 역
- 2019년 tvN 수목드라마 《악마가 너의 이름을 부를 때》 ... 지서영 역
- 2022년 JTBC 토일드라마 《나의 해방일지》 ... 염기정 역
- 2023년 ENA 수목드라마 《행복배틀》 ... 장미호 역
- 2024년 Netflix 오리지널 드라마 《Mr. 플랑크톤》 ... 봉숙 역
- 2025년 tvN 토일드라마 《별들에게 물어봐》 ... 강태희 역
- 2025년 ENA 월화드라마 《금쪽같은 내 스타》 … 고희영 역
- 2025년 SBS 금토드라마 《사마귀 : 살인자의 외출》 … 김나희 역

### 연극
- 2011년 《리턴 투 햄릿》 … 소희 역
- 2018년 《아마데우스》 … 콘스탄체 베버 역
- 2025년 《꽃의 비밀》 … 자스민 역

## 작품 외 활동

### 광고
| 연도 | 기업명   | 제품명 |
| ---- | -------- | ------ |
| 2010 | 대우증권 |        |
| 2010 | 현대카드 |        |
| 2015 | CJ       | 쁘띠첼 |
| 2016 | 보디가드 |        |
| 2020 | 세라젬   |        |
| 2020 | 신한은행 |        |

## 수상 및 후보
| 연도 | 시상식                   | 부문                           | 작품          | 결과 |
| ---- | ------------------------ | ------------------------------ | ------------- | ---- |
| 2016 | 제53회 대종상            | 여우조연상                     | 내부자들      | 후보 |
| 2016 | MBC 연기대상             | 특별기획부문 여자 황금연기상   | 몬스터        | 후보 |
| 2018 | KBS 연기대상             | 미니시리즈부문 여자 우수연기상 | 최고의 이혼   | 후보 |
| 2021 | 제42회 청룡영화상        | 여우조연상                     | 콜            | 후보 |
| 2022 | 제8회 에이판 스타 어워즈 | 여자 연기상                    | 나의 해방일지 | 후보 |
| 2023 | 제59회 백상예술대상      | TV부문 여자 조연상             | 나의 해방일지 | 후보 |